# Campagna di Atlanta
La campagna di Atlanta fu una serie di battaglie combattute nell'ambito del teatro Occidentale della guerra di secessione americana, estese in tutta la Georgia nord-occidentale e nell'area intorno ad Atlanta durante l'estate del 1864, che condussero alla conquista della capitale statale ed accelerarono notevolmente la conclusione del conflitto.
L'Armata confederata del Tennessee di Joseph Eggleston Johnston cominciò a ripiegare in direzione di Atlanta di fronte alle manovre di fiancheggiamento messe in atto dal gruppo congiunto degli eserciti dell'Unione diretto da William Tecumseh Sherman.
A luglio il presidente secessionista Jefferson Davis sostituì Johnston con il più aggressivo John Bell Hood il quale prese a sfidare le Armate unioniste in una serie di assalti frontali assai costosi in termini di vite umane. L'esercito sudista venne infine assediato tutt'attorno alla capitale e la città cadde il 2 settembre, preparando così la marcia di Sherman verso il mare.

## Antefatti

### Situazione militare
La Campagna di Atlanta seguì direttamente la vittoria dell'Unione nelle battaglie finali della Campagna di Chattanooga nel novembre del 1863 (battaglia di Looukout Mountain e battaglia di Missionary Ridge); la città di Chattanooga era conosciuta come la "Porta del Sud" e la sua cattura contribuì ad aprire quel passaggio cruciale.
Dopo che Ulysses S. Grant fu promosso Comandante generale dell'esercito statunitense il suo subordinato favorito, il Maggior generale William T. Sherman, venne assegnato in qualità di capo dei Corpi d'armata operanti nel Teatro Occidentale. La strategia militare operata da Grant consisteva nell'applicare una forte pressione continuativa, incalzando continuamente le truppe degli Stati Confederati d'America in numerose offensive coordinate tra di loro.
Mentre egli assieme a George G. Meade, Benjamin Butler, Franz Sigel, George Crook e William W. Averell sarebbero avanzati nel territorio della Virginia contro Robert Edward Lee e Nathaniel Banks avrebbe tentato di espugnare Mobile (Alabama), a Sherman fu affidata la missione di sconfiggere l'esercito di Johnston, catturare Atlanta e colpire in tal modo al cuore la Georgia e le terre della Confederazione.

## Forze in campo

### Unione
| Principali comandanti unionisti |
| --- |
| - Maggior generale William Tecumseh Sherman - Maggior generale James B. McPherson - Maggior generale Oliver O. Howard - Maggior generale John Schofield - Maggior generale George H. Thomas |

All'inizio delle operazioni campali la Divisione militare del Mississippi era composta da 3 eserciti:
Maggior generale William T. Sherman

Capo di stato maggiore: Brigadier generale Joseph Dana Webster

Comandante dei reparti d'artiglieria: Brigadier generale William Farquhar Barry

Corpo di Guardia: 7ª compagnia Ohio Tiratori scelti: Luogotenente William McCrory
- l'Armata del Tennessee condotta da James B. McPherson (l'esercito che comandava Sherman sotto Grant), compresi il XV Corpo di John A. Logan, il XVI Corpodi Grenville M. Dodge ed il XVII Corpo di Frank P. Blair Jr.

Quando McPherson rimarrà ferito mortalmente nel corso della battaglia di Atlanta il suo posto venne preso da Oliver O. Howard;
- l'Armata dell'Ohio comandata da John Schofield, composto dal XXIII Corpo di Schofield più una divisione di cavalleria comandata da George Stoneman;

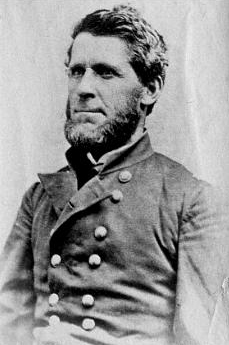
Foto del Colonnello William Grose.

- l'Armata del Cumberland con a capo George H. Thomas, incluso il IV corpo di Oliver O. Howard, il XIV Corpo di John M. Palmer, il XX Corpo di Joseph Hooker e il Corpo cavalleggeri del Brigadier generale Washington Lafayette Elliott.

Fonti:
Maggior generale George Henry Thomas
Comandante dei reparti d'artiglieria: Brigadier generale John M. Brannan
Capo di stato maggiore: BG William D. Whipple
Scorta: 1st Ohio Cavalry, compagnia I: Luogotenente Henry C. Reppert
Dopo che Howard assunse il comando dell'esercito del Tennessee in sostituzione di McPherson David S. Stanley prese il controllo del IV Corpo.

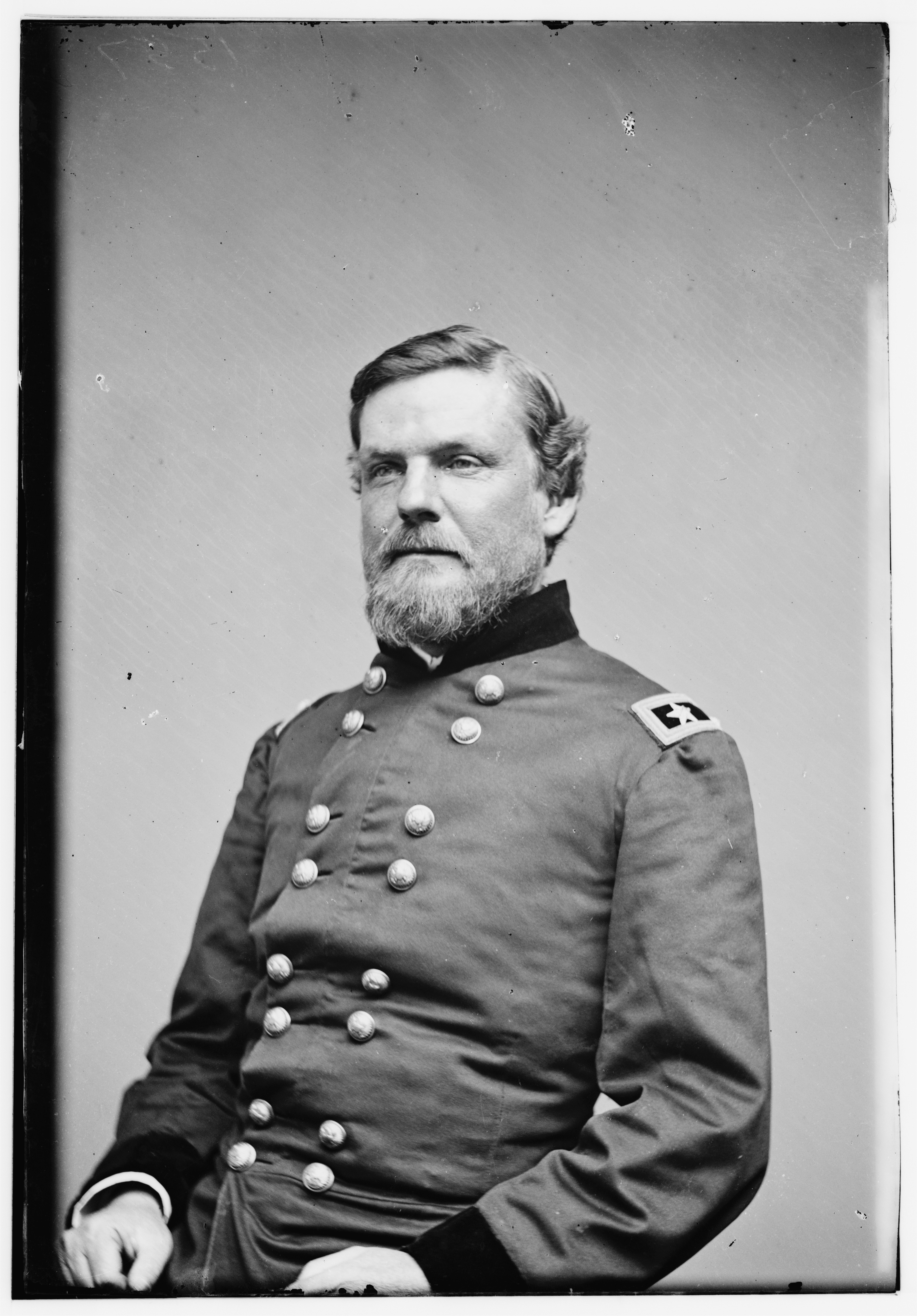
Foto del Brigadier generale John Newton.

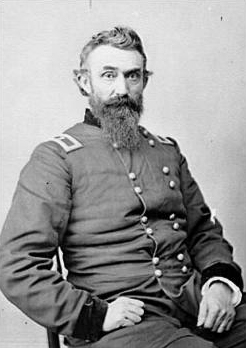
Foto del Brigadier generale Nathan Kimball.

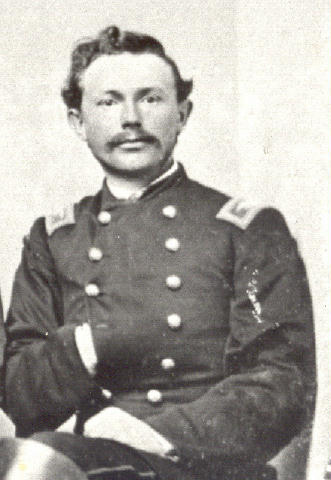
Foto del Brigadier generale Charles Garrison Harker.

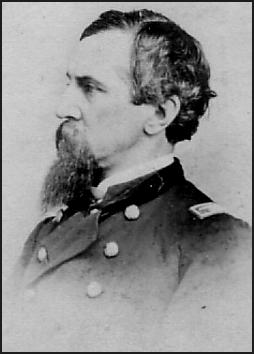
Foto del Brigadier generale Luther Prentice Bradley.

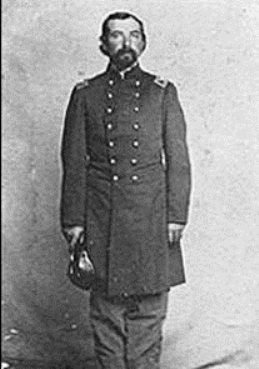
Foto del Colonnello Frederick Knefler.

#### IV Corpo
Maggior generale Oliver O. Howard
| Divisioni                                           | Brigate | Reggimenti e Altri |
| --------------------------------------------------- | --- | --- |
| Prima Divisione Maggior generale David S. Stanley   | 1ª Brigata Brigadier generale Charles Cruft Colonnello Isaac M. Kirby                                                                     | - 21st Illinois Volunteer Infantry Regiment - 38th Illinois Volunteer Infantry Regiment - 31st Regiment Indiana Infantry - 81st Regiment Indiana Infantry - 1st Regiment Kentucky Volunteer Infantry - 2nd Regiment Kentucky Volunteer Infantry - 90th Ohio Infantry - 101st Ohio Infantry: Colonnello Isaac M. Kirby |
| Prima Divisione Maggior generale David S. Stanley   | 2ª Brigata Brigadier generale Walter Chiles Whitaker Colonnello Jacob E. Taylor                                                           | - 96th Illinois Volunteer Infantry Regiment - 115th Illinois Volunteer Infantry Regiment - 35th Regiment Indiana Infantry - 84th Regiment Indiana Infantry - 21st Regiment Kentucky Volunteer Infantry - 40th Ohio Infantry: Colonnello Jacob E. Taylor - 45th Ohio Infantry - 51st Ohio Infantry - 99th Ohio Infantry Colonnello Peter T. Swaine |
| Prima Divisione Maggior generale David S. Stanley   | 3ª Brigata Colonnello William Grose | - 59th Illinois Volunteer Infantry Regiment - 75th Illinois Volunteer Infantry Regiment - 80th Illinois Volunteer Infantry Regiment - 84th Illinois Volunteer Infantry Regiment - 9th Indiana Infantry Regiment - 30th Regiment Indiana Infantry - 36th Regiment Indiana Infantry - 77th Pennsylvania Infantry |
| Prima Divisione Maggior generale David S. Stanley   | Artiglieria Capitano Peter Simonson (ucciso il 16 giugno) Capitano Samuel M. McDowell (ucciso il 27 d giugno) Capitano Theodore Thomasson | - 5th Independent Battery Indiana Light Artillery - Independent Battery B, Pennsylvania Light Artillery: Capitano Samuel M. McDowell |
| Seconda Divisione Brigadier generale John Newton    | 1ª Brigata Colonnello Francis Trowbridge Sherman Brigadier generale Nathan Kimball                                                        | - 36th Illinois Volunteer Infantry Regiment - 44th Illinois Volunteer Infantry Regiment - 73rd Illinois Volunteer Infantry Regiment - 74th Illinois Volunteer Infantry Regiment - 88th Illinois Volunteer Infantry Regiment: Luogotenente colonnello George W. Chandler (ucciso il 27 giugno), Colonnello Francis T. Sherman (catturato il 7 luglio) - 28th Regiment Kentucky Volunteer Infantry - 2nd Missouri Volunteer Infantry - 15th Missouri Volunteer Infantry - 24th Wisconsin Volunteer Infantry Regiment |
| Seconda Divisione Brigadier generale John Newton    | 2ª Brigata Brigadier generale George Day Wagner Colonnello John Blake                                                                     | - 100th Illinois Volunteer Infantry Regiment - 40th Regiment Indiana Infantry: Colonnello John Blake - 57th Regiment Indiana Infantry - 28th Regiment Kentucky Volunteer Infantry - 26th Ohio Infantry - 97th Ohio Infantry |
| Seconda Divisione Brigadier generale John Newton    | 3ª Brigata Brigadier generale Charles Garrison Harker (ferito, morto, il 27 giugno) Brigadier generale Luther Prentice Bradley            | - 22nd Illinois Volunteer Infantry Regiment - 27th Illinois Volunteer Infantry Regiment - 42nd Illinois Volunteer Infantry Regiment - 51st Illinois Volunteer Infantry Regiment - 79th Illinois Volunteer Infantry Regiment - 3rd Regiment Kentucky Volunteer Infantry - 64th Ohio Infantry - 65th Ohio Infantry - 125th Ohio Infantry |
| Seconda Divisione Brigadier generale John Newton    | Artiglieria Capitano Charles Aleshire Capitano Wilbur Goodspeed                                                                           | - Battery M, 1st Illinois Light - Battery A, 1st Ohio Light Artillery: Capitano Wilbur Goodspeed |
| Terza Divisione Brigadier generale Thomas John Wood | 1ª Brigata Brigadier generale August Willich (ferito il 15 maggio) Colonnello William Harvey Gibson                                       | - 25th Illinois Volunteer Infantry Regiment - 35th Illinois Volunteer Infantry Regiment - 89th Illinois Volunteer Infantry Regiment - 32nd Regiment Indiana Infantry - 8th Regiment Kansas Volunteer Infantry - 15th Ohio Infantry - 49th Ohio Infantry: Colonnello William H. Gibson - 15th Wisconsin Volunteer Regiment |
| Terza Divisione Brigadier generale Thomas John Wood | 2ª Brigata Brigadier generale William B. Hazen                                                                                            | - 6th Regiment Indiana Infantry - 5th Regiment Kentucky Volunteer Infantry - 6th Regiment Kentucky Volunteer Infantry - 23rd Regiment Kentucky Volunteer Infantry - 1st Ohio Infantry - 6th Ohio Infantry - 41st Ohio Infantry - 93rd Ohio Infantry - 124th Ohio Infantry |
| Terza Divisione Brigadier generale Thomas John Wood | 3ª Brigata Brigadier generale Samuel Beatty Colonnello Frederick Knefler                                                                  | - 79th Regiment Indiana Infantry: Colonnello Frederick Knefler - 86th Regiment Indiana Infantry - 9th Regiment Kentucky Volunteer Infantry - 17th Regiment Kentucky Volunteer Infantry - 13th Ohio Infantry - 19th Ohio Infantry - 59th Ohio Infantry |

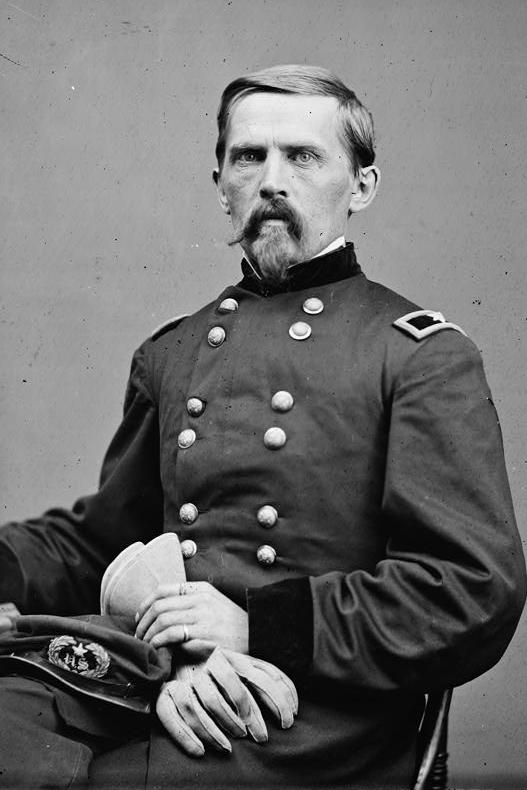
Foto del Brigadier generale William Passmore Carlin.

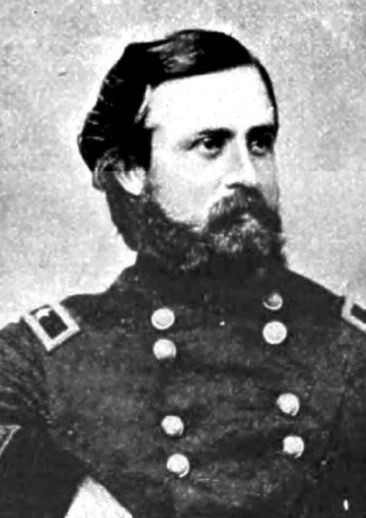
Foto del Colonnello John Grant Mitchell.

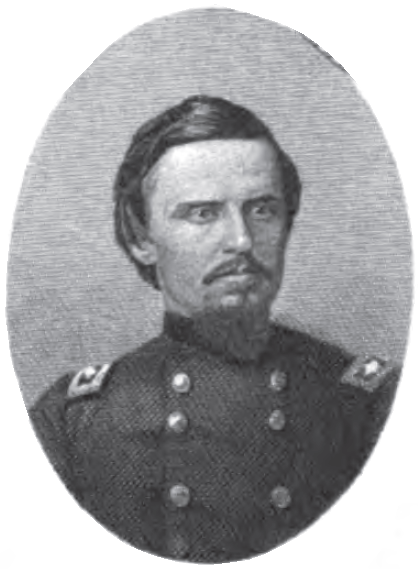
Foto del Colonnello Daniel McCook Jr..

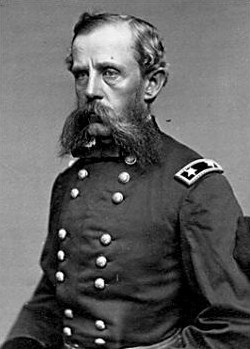
Foto del Brigadier generale Absalom Baird.

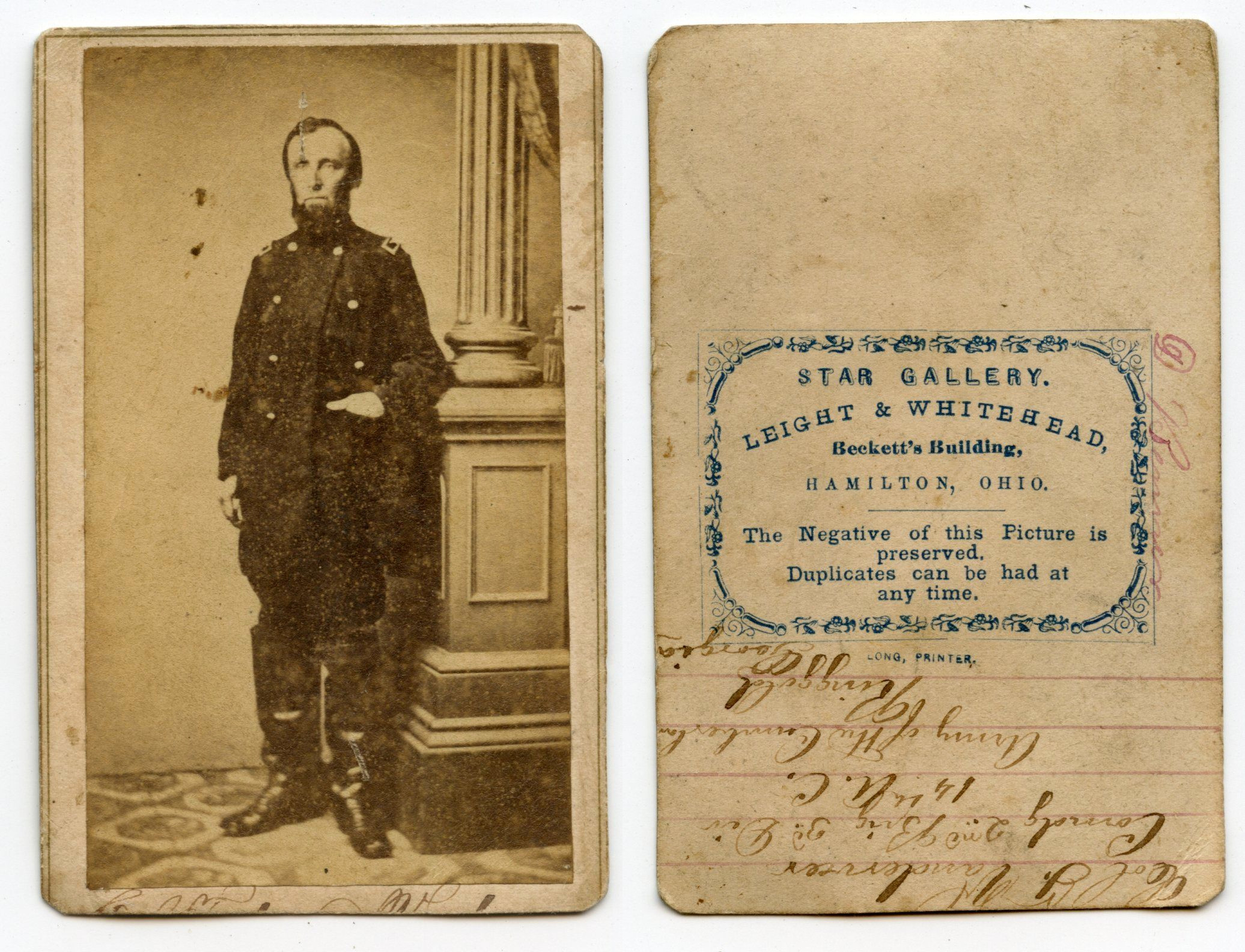
Foto del Colonnello Ferdinand Van Derveer.

| Terza Divisione Brigadier generale Thomas John Wood | Artiglieria Capitano Cullen Bradley | - Bridges Illinois Light Battery - 6th Ohio Light Battery |

#### XIV Corpo
Maggior generale John M. Palmer
| Divisioni                                                                                                   | Brigate | Reggimenti e Altri |
| --- | --- | --- |
| Prima Divisione Brigadier generale Richard W. Johnson (ferito il 28 maggio) Brigadier generale John H. King | 1ª Brigata Brigadier generale William Passmore Carlin Colonnello Anson George McCook                                                                              | - 104th Illinois Volunteer Infantry Regiment - 42nd Regiment Indiana Infantry - 88th Regiment Indiana Infantry - 15th Regiment Kentucky Volunteer Infantry - 2nd Ohio Infantry: Colonnello Anson G. McCook - 33rd Ohio Infantry - 94th Ohio Infantry - 10th Wisconsin Volunteer Infantry Regiment - 21st Wisconsin Volunteer Infantry Regiment |
| Prima Divisione Brigadier generale Richard W. Johnson (ferito il 28 maggio) Brigadier generale John H. King | 2ª Brigata Brigadier generale John H. King Colonnello William Stoughton                                                                                           | - 11th Michigan Volunteer Infantry Regiment: Col William Stoughton - 69th Ohio Infantry (from May 11 until July 15): Col Marshall F. Moore - Regular Detachment: Maggior John R. Edie - 15th Infantry Regiment, 1st Battalion: Capitano Albert B. Dod - 2nd Battalion, 15th U.S. Infantry: Capitano William C. McManus - 16th Infantry Regiment, 1st Battalion: Capitano Alexander H. Stanton - 2nd Battalion, 16th U.S. Infantry: Capitano R. Peabody Barry - 18th Infantry Regiment, 1st Battalion: Capitano George W. Smith - 2nd Battalion, 18th U.S. Infantry: Capitano Henry Haymond - 19th Infantry Regiment (6 compagnie): Capitano James Mooney |
| Prima Divisione Brigadier generale Richard W. Johnson (ferito il 28 maggio) Brigadier generale John H. King | 3ª Brigata Colonnello Benjamin Scribner | - 37th Regiment Indiana Infantry - 38th Regiment Indiana Infantry - 21st Ohio Infantry - 69th Ohio Infantry - 74th Ohio Infantry - 78th Pennsylvania Infantry - 79th Pennsylvania Infantry - 1st Wisconsin Volunteer Infantry Regiment |
| Prima Divisione Brigadier generale Richard W. Johnson (ferito il 28 maggio) Brigadier generale John H. King | Artiglieria Capitano Lucius Drury | - Battery "C", 1st Regiment Illinois Volunteer Light Artillery - Battery I, 1st Ohio Light Artillery |
| Seconda Divisione Brigadier generale Jefferson Columbus Davis                                               | 1ª Brigata Brigadie generale James Dada Morgan | - 10th Illinois Volunteer Infantry Regiment - 16th Illinois Volunteer Infantry Regiment - 60th Illinois Volunteer Infantry Regiment - 10th Michigan Volunteer Infantry Regiment - 14th Michigan Volunteer Mounted Infantry Regiment |
| Seconda Divisione Brigadier generale Jefferson Columbus Davis                                               | 2ª Brigata Colonnello John Grant Mitchell | - 34th Illinois Volunteer Infantry Regiment - 78th Illinois Volunteer Infantry Regiment - 98th Ohio Infantry - 108th Ohio Infantry - 113th Ohio Infantry - 121st Ohio Infantry |
| Seconda Divisione Brigadier generale Jefferson Columbus Davis                                               | 3ª Brigata Colonnello Daniel McCook Jr. (ferito, poi morto il 27 giugno) Colonnello Oscar F. Harmon (ferito, poi morto il 27 giugno) Colonnello Caleb J. Dilworth | - 85th Illinois Volunteer Infantry Regiment: Colonnello Caleb J. Dilworth - 86th Illinois Volunteer Infantry Regiment - 110th Illinois Volunteer Infantry Regiment - 125th Illinois Volunteer Infantry Regiment: Colonnello Oscar F. Harmon - 22nd Regiment Indiana Infantry - 52nd Ohio Infantry |
| Seconda Divisione Brigadier generale Jefferson Columbus Davis                                               | Artiglieria Capitano Charles Barnett | - Battery "I", 2nd Regiment Illinois Volunteer Light Artillery - 2nd Minnesota Light Artillery Battery (distaccamento) - 5th Independent Battery Wisconsin Light Artillery |
| Terza Divisione Brigadier generale Absalom Baird                                                            | 1ª Brigata Brigadier generale John Basil Turchin Colonnello Moses B. Walker                                                                                       | - 19th Illinois Volunteer Infantry Regiment - 24th Illinois Volunteer Infantry Regiment - 82nd Regiment Indiana Infantry - 23rd Missouri Volunteer Infantry - 11th Ohio Infantry - 17th Ohio Infantry - 31st Ohio Infantry: Colonnello Moses B. Walker - 89th Ohio Infantry - 92nd Ohio Infantry |
| Terza Divisione Brigadier generale Absalom Baird                                                            | 2ª Brigata Colonnello Ferdinand Van Derveer Colonnello Newell Gleason                                                                                             | - 75th Regiment Indiana Infantry - 87th Regiment Indiana Infantry: Colonnello Newell Gleason - 101st Regiment Indiana Infantry - 2nd Minnesota Volunteer Infantry - 9th Ohio Infantry - 35th Ohio Infantry - 105th Ohio Infantry |
| Terza Divisione Brigadier generale Absalom Baird                                                            | 3ª Brigata Colonnello George P. Este | - 10th Regiment Indiana Infantry - 74th Regiment Indiana Infantry - 10th Regiment Kentucky Volunteer Infantry - 18th Regiment Kentucky Volunteer Infantry - 14th Ohio Infantry - 88th Ohio Infantry |
| Terza Divisione Brigadier generale Absalom Baird                                                            | Artiglieria Capitano George Estep | - 7th Independent Battery Indiana Light Artillery - 19th Independent Battery Indiana Light Artillery |

#### XX Corpo
Maggior generale Joseph Hooker

#### Corpo cavalleggeri
Brigadier generale Washington L. Elliott
Sulla carta all'inizio della campagna Sherman superava di gran lunga Johnston con 86500 effettivi a fronte dei 60000 avversari, ma i suoi ranghi furono ulteriormente incrementati dal rientro dei veterani in licenza premio (10000), dal sopraggiungere del XVI Corpo (12000) e di una divisione proveniente dalla Campagna del Red River (4000) raggiungendo così entro il mese di giugno un totale di più di 112000 unità.
Tale cifra andrebbe però decurtata dai non raffermati dei reggimenti di cui durante la campagna scadeva la ferma triennale, un numero molto indeterminato e di cui nessun storico si è mai occupato in maniera risolutiva. Dal canto suo Johnston ricevette 18000 uomini di rinforzo provenienti dall'Alabama fra cui il Corpo d'Armata di Leonidas Polk composto da 3 divisioni di fanti e da una di cavalleria più una divisione di miliziani che portarono le sue forze a 85000 uomini.

### Confederazione
| Principali comandanti confederati |
| --- |
| - Generale Joseph Eggleston Johnston - Luogotenente generale John Bell Hood - Luogotenente generale William Joseph Hardee - Luogotenente generale Leonidas Polk - Maggior generale Joseph Wheeler |

Sherman avrebbe dovuto combattere contro l'Armata confederata del Tennessee, comandata inizialmente dal generale Johnston, ma che fu sollevato dall'incarico a metà Campagna e sostituito dal tenente generale John B. Hood. I quattro Corpi d'Armata dell'esercito sudista uomini erano comandati da:
- William J. Hardee (divisioni di Benjamin F. Cheatham, Patrick Ronayne Cleburne, William Henry Talbot Walker e William Brimage Bate);
- John B. Hood (divisioni di Thomas C. Hindman, Carter Littlepage Stevenson e Alexander Peter Stewart);
- Leonidas Polk (chiamata anche Armata confederata del Mississippi, con le divisioni di fanteria del generale William Wing Loring, Samuel Gibbs French e Edward Cary Walthall più una divisione di cavalleria sotto il comando del Brigadier generale William Hicks Jackson).

Quando Polk rimase ucciso il 14 giugno, Loring assunse per breve tempo il ruolo di comandante del Corpo, ma fu infine rimpiazzato da Alexander P. Stewart il 23 seguente.
- Joseph Wheeler (Corpo cavalleggeri, con le divisioni di William Thompson Martin, John Herbert Kelly e William Young Conn Humes).

Johnston aveva la fama di essere un generale molto conservatore, con la reputazione di ritirare il suo esercito prima che si verificasse un qualunque serio contatto con il nemico; questo era stato esattamente anche lo schema adottato contro George McClellan nel corso della Campagna peninsulare svoltasi nel 1862 nel quadro del Teatro Orientale. Ma ora si trovò a dover affrontare il ben più aggressivo Sherman.
L'esercito di Johnston assunse ripetutamente posizioni difensive trincerandosi in postazioni strategiche, fortemente radicate nella campagna; Sherman evitò prudentemente gli assalti frontali suicidi contro la maggior parte di esse, manovrando invece in operazioni di fiancheggiamento per tutto il periodo in cui avanzava da Chattanooga alla volta di Atlanta.
Ogni volta che Sherman riusciva ad aggirare in parte le linee difensive (quasi esclusivamente attorno al fianco sinistro di Johnston), questi arretrava ricostruendo una nuova linea in un'altra posizione. Entrambi gli eserciti approfittarono ampiamente delle reti ferroviarie utilizzandole come linee di rifornimento, con Johnston che le accorciava sempre più via via che si avvicinava ad Atlanta, mentre Sherman doveva allungare le proprie.

## Sommario
Dal 1° di maggio all'8 settembre:
| Operazione | Luogo                        | Data                     | Esito                | Comandanti e Effettivi Unione                          | Comandanti e Effettivi CSA                 | Perdite Unione | Perdite CSA |
| --- | ---------------------------- | ------------------------ | -------------------- | ------------------------------------------------------ | ------------------------------------------ | -------------- | ----------- |
| Schermaglia a Stone Church | -                            | 1º maggio                | -                    | -                                                      | -                                          | -              | -           |
| Schermaglia a Lee's Cross-Roads, nei pressi di Tunnel Hill. | -                            | 2 maggio                 | -                    | -                                                      | -                                          | -              | -           |
| Schermaglia nelle vicinanze di Ringgold Gap | -                            | 2 maggio                 | -                    | -                                                      | -                                          | -              | -           |
| Frank P. Blair Jr. assume il comando del XVII Corpo d'armata                                                                                                   | -                            | 4 maggio                 | -                    | -                                                      | -                                          | -              | -           |
| Schermaglia su Varnell's Station Road | -                            | 4 maggio                 | -                    | -                                                      | -                                          | -              | -           |
| Schermaglia nelle vicinanze di Tunnel Hill | -                            | 5 maggio                 | -                    | -                                                      | -                                          | -              | -           |
| Schermaglia nelle vicinanze di Tunnel Hill | -                            | 6 - 7 maggio             | -                    | -                                                      | -                                          | -              | -           |
| Schermaglia alla stazione di Varnell | -                            | 7 maggio                 | -                    | -                                                      | -                                          | -              | -           |
| Schermaglia vicino a Nickajack Gap | -                            | 7 maggio                 | -                    | -                                                      | -                                          | -              | -           |
| Battaglia di Rocky Face Ridge | Contea di Whitfield          | 7 - 13 maggio            | Vittoria dell'Unione | W.T. Sherman                                           | J.E. Johnston                              | 837            | 600         |
| Dimostrazione contro Rocky Face Ridge, con combattimenti a Buzzard Roost o Mill Creek Gap e Dug Gap                                                            | -                            | 8 - 11 maggio            | -                    | -                                                      | -                                          | -              | -           |
| Dimostrazione contro Resaca, con combattimenti a Snake Creek Gap, Sugar Valley e vicino a Resaca                                                               | -                            | 8 - 13 maggio            | -                    | -                                                      | -                                          | -              | -           |
| Dimostrazione contro Dalton, con combattimenti vicino a Varnell's Station (il 9 e il 12) e a Dalton (il 13)                                                    | -                            | 9 - 13 maggio            | -                    | -                                                      | -                                          | -              | -           |
| Schermaglia a Catoosa Springs | -                            | 10 maggio                | -                    | -                                                      | -                                          | -              | -           |
| Schermaglia a Red Clay | -                            | 10 maggio                | -                    | -                                                      | -                                          | -              | -           |
| Schermaglia a Chickamauga Creek | -                            | 10 maggio                | -                    | -                                                      | -                                          | -              | -           |
| Schermaglia a Tilton | -                            | 13 maggio                | -                    | -                                                      | -                                          | -              | -           |
| Battaglia di Resaca | Contea di Whitfield          | 13 - 15 maggio           | Inconcludente        | W.T. Sherman 98787                                     | J.E. Johnston 60000                        | 4-5000         | 2800        |
| Schermaglia a Armuchee Creek | -                            | 15 maggio                | -                    | -                                                      | -                                          | -              | -           |
| Schermaglia nei pressi di Rome | -                            | 15 maggio                | -                    | -                                                      | -                                          | -              | -           |
| Schermaglia nelle immediate vicinanze di Calhoun | -                            | 16 maggio                | -                    | -                                                      | -                                          | -              | -           |
| Azione a Rome (o Parker's) Cross-Roads | -                            | 16 maggio                | -                    | -                                                      | -                                          | -              | -           |
| Schermaglia a Floyd's Spring | -                            | 16 maggio                | -                    | -                                                      | -                                          | -              | -           |
| Battaglia di Adairsville | Contea di Bartow             | 17 maggio                | Vittoria dell'Unione | W.T. Sherman                                           | J.E. Johnston                              | 200            | Sconosciute |
| Azione a Rome | -                            | 17 maggio                | -                    | -                                                      | -                                          | -              | -           |
| Affare alla Madison Station, Ala. | -                            | 17 maggio                | -                    | -                                                      | -                                          | -              | -           |
| Schermaglia a Pine Log Creek | -                            | 18 maggio                | -                    | -                                                      | -                                          | -              | -           |
| Combattimenti vicino a Kingston | -                            | 18 - 19 maggio           | -                    | -                                                      | -                                          | -              | -           |
| Combattimenti vicino a Cassville | -                            | 18 - 19 maggio           | -                    | -                                                      | -                                          | -              | -           |
| Schermaglia a Etowah River, vicino a Cartersville | -                            | 20 maggio                | -                    | -                                                      | -                                          | -              | -           |
| Azione a Stilesborough | -                            | 23 maggio                | -                    | -                                                      | -                                          | -              | -           |
| Schermaglie a Cass Station e Cassville. Schermaglia a Burnt Hickory (o Huntsville)                                                                             | -                            | 24 maggio                | -                    | -                                                      | -                                          | -              | -           |
| Schermaglia vicino a Dallas | -                            | 24 maggio                | -                    | -                                                      | -                                          | -              | -           |
| Operazioni sulla linea di Pumpkin Vine Creek: Battaglia di New Hope Church e combattimenti in altri punti                                                      | Contea di Paulding (Georgia) | 25-26 maggio (5 giugno)  | Vittoria confederata | W.T. Sherman J- Hooker                                 | J.E. Johnston                              | 1665           | 350         |
| Battaglia di Dallas e combattimenti nei dintorni | Contea di Paulding           | 26 maggio - 1º giugno    | Vittoria dell'Unione | W.T. Sherman 80000                                     | J.E. Johnston 40000                        | 2400           | 3000        |
| Operazioni sulla linea di Pumpkin Vine Creek: Battaglia di Pickett's Mill e combattimenti in altri punti                                                       | Contea di Paulding           | 27 maggio (5 giugno)     | Vittoria confederata | Oliver O. Howard 14000                                 | P. Cleburne 2 brigate                      | 1600           | 500         |
| Schermaglia a Pond Springs, Ala | -                            | 27 maggio                | -                    | -                                                      | -                                          | -              | -           |
| Azione a Moulton, Ala | -                            | 29 maggio                | -                    | -                                                      | -                                          | -              | -           |
| Schermaglie vicino a Big Shanty e nei pressi di Stilesborough.                                                                                                 | -                            | 9 giugno                 | -                    | -                                                      | -                                          | -              | -           |
| Schermaglia a Calhoun | -                            | 10 giugno                | -                    | -                                                      | -                                          | -              | -           |
| Operazioni su Marietta con combattimenti a Pine Hill, Lost Mountain, Brush Mountain, Gilgal Church, Noonday Creek, McAfee's Cross-Roads- Battaglia di Marietta | Contea di Cobb               | 10 giugno - 3 luglio     | Vittoria dell'Unione | W.T. Sherman                                           | J.E. Johnston                              | -              | -           |
| Operazioni su Marietta, con combattimenti a Olley's Creek, Nicka-jack Creek, Noyes' Creek. Battaglia di Kolb's Farm                                            | Contea di Cobb               | 22 giugno                | Vittoria dell'Unione | W.T. Sherman                                           | J.E. Johnston                              | 350            | 1000        |
| Operazioni su Marietta, con combattimenti a Powder Springs, Cheney's Farm. Battaglia di Kennesaw Mountain                                                      | Contea di Cobb               | 27 giugno                | Vittoria confederata | W.T. Sherman 16225                                     | J.E. Johnston 17733                        | 3000           | 1000        |
| Battaglia di Peachtree Creek | Contea di Fulton (Georgia)   | 20 luglio                | Vittoria dell'Unione | W.T. Sherman 21655                                     | John B. Hood 20250                         | 1710           | 4769        |
| Battaglia di Atlanta | Contea di Fulton             | 22 luglio                | Vittoria dell'Unione | W.T. Sherman 34863                                     | John B. Hood 40438                         | 3641           | 8499        |
| Battaglia di Ezra Church | Contea di Fulton             | 28 agosto                | Vittoria dell'Unione | W.T. Sherman 13266                                     | John B. Hood 18450                         | 562            | 3000        |
| Battaglia di Utoy Creek | Contea di Fulton             | 5 - 7 agosto             | Vittoria confederata | W.T. Sherman John Schofield John Palmer                | John B. Hood Steven D. Lee William B. Bate | 850            | 35          |
| Battaglia di Dalton | Contea di Whitfield          | 14 - 15 agosto           | Vittoria dell'Unione | James B. Steedman                                      | Joseph Wheeler                             | -              | -           |
| Battaglia di Lovejoy's Station | Contea di Clayton (Georgia)  | 20 agosto                | Vittoria confederata | W.T. Sherman Divisione cavalleggeri                    | John B. Hood Divisione cavalleggeri        | 237            | 240         |
| Battaglia di Jonesborough | Contea di Clayton            | 31 agosto - 1º settembre | Vittoria dell'Unione | W.T. Sherman Oliver O. Howard George H. Thomas 6 corpi | John B. Hood William J. Hardee 2 corpi     | 1149           | 2000-2700   |

## Battaglie

### Sherman contro Johnston

#### Rocky Face Ridge (7 - 13 maggio)
Johnston aveva trincerato il suo esercito sulla montagna di Rocky Face Ridge e a est sull'altro lato di Crow Valley. Avvicinandosi al luogo, Sherman decise di marciare contro la postazione con due colonne, mandandone una terza verso la Snake Creek Gap, sul lato destro, per colpire a Resaca la linea ferroviaria della Western & Atlantic Railroad. Le due colonne si scontrarono con il nemico a Buzzard Roost e a Dug Gap. Nel frattempo la terza colonna, comandata da McPherson, passò attraverso Snake Creek Gap e, il 9 maggio, raggiunse la periferia di Resaca dove trovò le trincee Confederate. Temendo la sconfitta, McPherson fece retrocedere la sua colonna dietro Snake Creek Gap. Il 10 maggio Sherman decise di radunare la maggior parte dei suoi uomini e aiutare McPherson a conquistare Resaca. Il mattino seguente, quando Johnston scoprì che l'esercito di Sherman si era ritirato dalla sua posizione davanti a Rocky Face Ridge, decise di arretrare a sud verso Resaca.

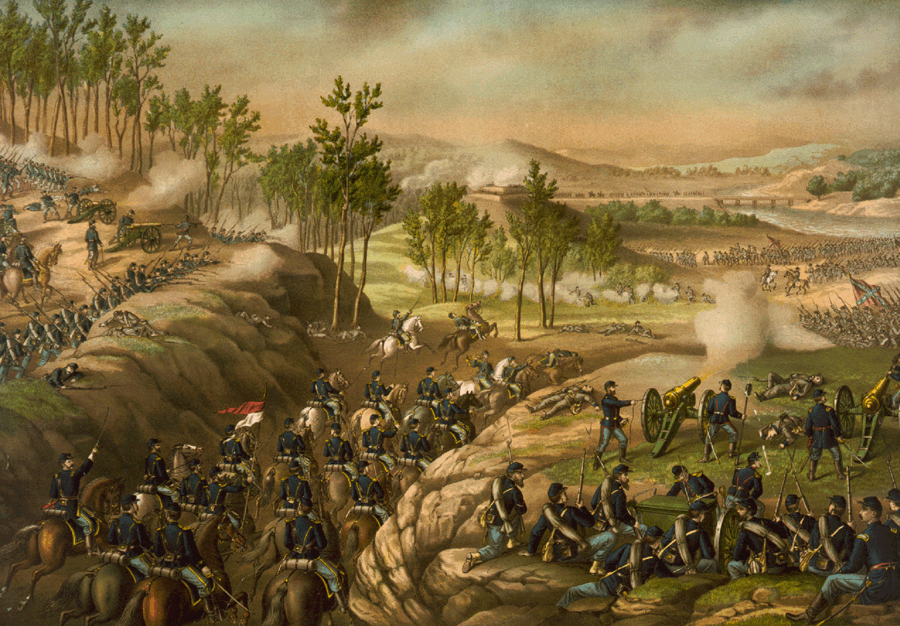
La battaglia di Resaca

#### Resaca (13 - 15 maggio)
Le truppe dell'unione si avvicinarono prudentemente a Resaca per individuare con esattezza la posizione delle trincee confederate. Il combattimento vero e proprio avvenne il 14 maggio e i soldati dell'Unione furono in gran parte respinti, eccetto che sul fianco destro di Johnston, dove Sherman non sfruttò completamente il suo vantaggio. Il 15 maggio la battaglia continuò, senza che nessuna delle due parti ottenesse risultati vantaggiosi per l'esito dello scontro, finché Sherman non inviò delle truppe ad attraversare il fiume Oostanula, a Lay's Ferry, verso la linea ferroviaria che trasportava i rifornimenti per Johnston. Non essendo in grado di contrastare questa mossa delle forze dell'Unione, Johnston fu costretto a ritirarsi.

#### Adairsville (17 maggio)
L'esercito di Johnston si ritirò, diretto a sud, inseguito da Sherman. Non riuscendo a trovare una buona posizione difensiva a sud di Calhoun, Johnston si diresse verso Adairsville, mentre la cavalleria Confederata svolgeva un'abile azione di retroguardia. Il 17 maggio, il IV Corpo del maggior generale Oliver O. Howard si imbatté nella fanteria trincerata del generale William J. Hardee a circa due miglia da Adairsville. Tre divisioni dell'Unione erano pronte per la battaglia, ma il maggior generale George H. Thomas fermò l'attacco a causa dell'oscurità. Sherman, allora, concentrò i suoi uomini nell'area di Adairsville, dove avrebbe attaccato Johnston il giorno dopo. Johnston originariamente aveva previsto di trovare una valle a Adairsville, della larghezza adatta per schierare i suoi uomini e per ancorare la sua linea con i fianchi sulle colline, ma la valle risultò troppo vasta per reggere una posizione difensiva e Johnston decise di disimpegnarsi e arretrare nuovamente.

#### New Hope Church (25 - 26 maggio)
Dopo il ripiegamento dell'esercito di Johnston, tra il 19 e il 20 maggio, al passo di Allatoona, Sherman decise che attaccarlo sarebbe stato troppo pericoloso e prese la decisione di aggirarlo sul suo fianco sinistro e procedere verso Dallas. Johnston anticipò i movimenti di Sherman e incontrò l'esercito dell'Unione a New Hope Church. Sherman supponeva erroneamente che Johnston avesse dislocato in quella zona una forza minima e ordinò alle truppe del maggior generale Joseph Hooker di attaccare. Gli uomini di Hooker furono respinti, subendo gravi perdite e, il 26 maggio, entrambi gli eserciti si trincerarono sulle loro posizioni.

#### Dallas (26 maggio - 1º giugno)
Il 28 maggio le truppe del generale Hardee sondarono la capacità difensiva della linea difensiva dell'Unione sotto il comando del maggior generale John A. Logan, per cercare di scoprire i punti deboli di tale linea e costringere gli uomini di Logan alla ritirata. Il combattimento avvenne in due punti differenti, ma i Confederati furono respinti subendo gravi perdite. Sherman continuò a cercare una via per aggirare le linee difensive di Johnston e, il 1º giugno, la sua cavalleria occupò il passo di Allatoona, che era attraversato da una linea ferroviaria e avrebbe permesso ai suoi uomini e ai rifornimenti di raggiungerlo in treno. Sherman abbandonò le posizioni a Dallas il 5 giugno, muovendosi verso la stazione ferroviaria del passo di Allatoona, forzando Johnston ad inseguirlo.

#### Pickett's Mill (27 maggio)
Dopo la sconfitta delle truppe dell'Unione a New Hope Church, Sherman ordinò a Howard di attaccare il fianco destro di Johnston, che apparentemente sembrava fosse la sua zona più debole; i Confederati erano preparati all'attacco, attacco che non ebbe gli effetti voluti da Sherman per la mancanza di arrivo delle truppe di sostegno. L'esercito Confederato respinse l'esercito dell'Unione, causandogli numerose perdite.

#### Operazioni contro Marietta (9 giugno - 3 luglio)
Quando il 9 giugno Sherman si imbatté nelle truppe trincerate di Johnston nell'area di Marietta, cominciò a disporre le sue truppe oltre le linee difensive confederate, costringendoli a ritirarsi su nuove posizioni. Il 18 e 19 giugno, Johnston, temendo di rimanere accerchiato, spostò il suo esercito, disponendolo su ambo i lati del monte Kennesaw, in una linea a forma di arco, a ovest di Marietta, soprattutto per proteggere la sua linea di rifornimento rappresentata dalla ferrovia della Western & Atlantic Railroad. Sherman, con numerosi attacchi, tentò inutilmente di conquistare quella posizione, fino a quando non sfondò sul fianco destro di Johnston, costringendolo a ritirarsi dall'area di Marietta il 2 e 3 luglio.

#### Kolb's Farm (22 giugno)
Sherman, diretto a sud, incontrò le linee di difesa confederate su ambo i lati del monte Kennesaw; tenendole impegnate frontalmente, estese la sua ala destra per aggredire il loro fianco e minacciare la ferrovia. Il 22 giugno Johnston replicò a questa mossa, spostando le truppe del generale John B. Hood dal fianco sinistro a quello destro. Giunto nella sua nuova posizione Hood, di sua spontanea volontà, decise di attaccare. Avvisati delle intenzioni di Hood, i generali unionisti John Schofield e Joseph Hooker trincerarono le loro truppe. L'artiglieria dell'Unione e il terreno paludoso bloccarono l'attacco di Hood e lo costrinsero a ritirarsi subendo molte perdite. Nonostante la vittoria, il piano di accerchiamento studiato da Sherman era momentaneamente fallito.

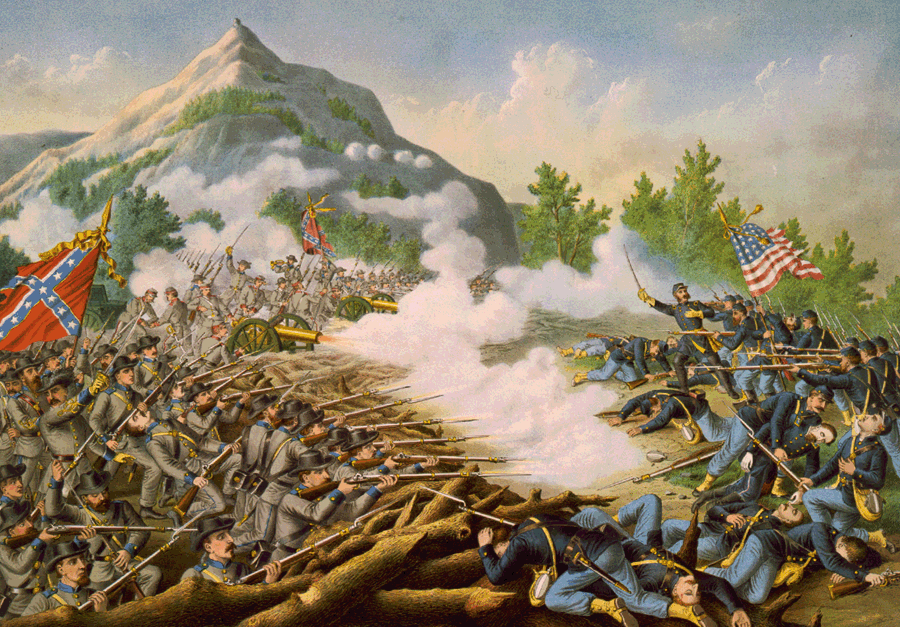
La battaglia di Kennesaw Mountain

#### Kennesaw Mountain (27 giugno)
Questa battaglia fu un'eccezione circa la politica di Sherman sulla sua ordinaria strategia militare, che tendeva ad evitare gli attacchi frontali, prediligendo aggirare l'esercito nemico sui fianchi (in particolare, quello sinistro). Sherman era sicuro che Johnston avesse disposto la sua linea di difesa lungo il monte Kennesaw in maniera poco efficace, e quindi decise un attacco frontale, con alcune diversioni sui fianchi. La mattina del 27 giugno, Sherman fece avanzare le sue truppe dopo un bombardamento di artiglieria. All'inizio ottennero alcuni successi, superando gli steccati predisposti dai Confederati a sud di Burnt Hickory, ma attaccare un nemico che si era profondamente trincerato, era inutile. Il combattimento si concluse a mezzogiorno e Sherman subì circa 3000 perdite, Johnston nemmeno 1000.

### Sherman contro Hood

#### Peachtree Creek (20 luglio)
Johnston si era ritirato a sud di Peachtree Creek, circa tre miglia a nord di Atlanta. Sherman divise il suo esercito in tre colonne per attaccare Atlanta, con l'esercito di Cumberland comandato da Thomas che si muoveva da nord. Johnston aveva deciso di attaccare Thomas, ma il Presidente Confederato Jefferson Davis lo rilevò dal comando, sostituendolo con John B. Hood. Hood attaccò Thomas dopo che il suo esercito aveva attraversato Peachtree Creek. Il risoluto assalto minacciò di travolgere le truppe dell'Unione in varie punti della loro linea di attacco ma, alla fine, la linea tenne e i Confederati furono costretti a retrocedere.

#### Atlanta (22 luglio)
Hood era determinato nell'attaccare l'esercito del Tennessee di McPherson. Egli, di notte, ritirò la maggior parte dei suoi uomini dalle linee esterne a quelle interne ad Atlanta per attirare Sherman nell'inseguimento. Nel frattempo inviò William J. Hardee con le sue truppe a 15 miglia a est della città, per colpire il fianco sinistro dell'Unione che risultava scoperto. La cavalleria di Joseph Wheeler doveva entrare in azione più lontano, per tagliare le linee di rifornimento di Sherman, e gli uomini del generale Benjamin F. Cheatham avrebbero attaccato l'esercito dell'Unione di fronte. Hood, tuttavia, sbagliò i conti nel calcolare il tempo necessario per effettuare la marcia e Hardee non fu in grado di sferrare l'attacco fino al pomeriggio. Sebbene Hood fosse, per il momento, strategicamente più furbo di Sherman, McPherson era preoccupato per il suo fianco sinistro e inviò le sue riserve (il XVI Corpo) a rafforzarlo. Due divisioni di Hood si scontrarono con queste forze di riserva e furono respinte. L'attacco Confederato agli unionisti rallentò, ma iniziò a sgretolare il fianco sinistro. All'incirca allo stesso momento un soldato confederato uccise con un colpo di fucile il generale McPherson che si era esposto all'aperto per osservare la battaglia. L'attacco Confederato continuò con determinazione, ma le forze dell'Unione resistettero. Verso le 4 del pomeriggio, gli uomini del generale Cheatham aprirono una breccia nel fronte unionista, ma il fuoco dell'artiglieria, disposta vicino al quartier generale di Sherman, arrestò l'assalto Confederato. Il XV Corpo di Logan condusse un contrattacco che rinsaldò le linee dell'Unione. Le truppe dell'Unione tennero il fronte, causando numerose perdite all'esercito di Hood.

#### Ezra Church (28 luglio)
Le forze di Sherman si erano precedentemente avvicinate ad Atlanta da est e da nord, ma non erano state in grado di sfondare le linee di difesa. Allora Sherman decise di attaccare da ovest. Ordinò a Howard che comandava l'esercito del Tennessee di spostarsi dall'ala sinistra a quella destra e interrompere l'ultima linea di rifornimento su ferrovia dei Confederati, tra East Point e Atlanta. Hood aveva previsto una manovra simile, e inviò le due unità militari dei generali Stephen D. Lee e Alexander P. Stewart a intercettare e distruggere le forze dell'Unione a Ezra Church. Ma Howard si aspettava questa mossa: trincerò una delle sue unità lungo il percorso dei Confederati, e respinse l'attacco, infliggendo numerose perdite al nemico. Howard, tuttavia, non riuscì a bloccare la ferrovia; simultaneamente fallì anche il tentativo di due colonne di cavalleria dell'Unione di tagliare i rifornimenti ferroviari a sud di Atlanta, con la divisione, comandata da Edward M. McCook, completamente distrutta nella battaglia di Brown's Mill e le altre forze respinte e il loro comandante, George Stoneman, fatto prigioniero.

#### Utoy Creek (5 - 7 agosto)
Dopo il tentativo fallito di aggirare il fianco sinistro di Hood a Ezra Church, Sherman voleva ancora estendere il suo fianco destro per colpire la ferrovia tra East Point e Atlanta. Trasferì l'esercito dell'Ohio, sotto il comando di Schofield, dal lato sinistro a quello destro e lo inviò sul lato nord di Utoy Creek. Sebbene le truppe di Schofield avessero raggiunto Utoy Creek il 2 agosto, non lo attraversarono se non il 4 agosto con la XIV unità dell'esercito del Cumberland. La mattina del 5 agosto gli uomini di Schofield iniziarono ad avanzare cautamente, senza incontrare resistenza. Schofield allora raggruppò le sue forze, manovra che richiese tutto il giorno. Questo ritardo permise ai Confederati di rafforzare le loro difese con fortificazioni costituite da grossi rami d'albero appuntiti all'estremità, che rallentarono ulteriormente l'attacco dell'Unione nella mattina del 6 agosto. I Federali furono respinti con gravi perdite e non riuscirono a conquistare la linea ferroviaria. Il 7 agosto le truppe dell'Unione si mossero verso la linea principale Confederata e si trincerarono. Rimasero in quella posizione fino alla fine di agosto.

#### Dalton (14 - 15 agosto)
Il generale Wheeler e la sua cavalleria effettuavano numerosi raid nel Nord Georgia distruggendo i binari ferroviari che servivano ai treni per trasportare i rifornimenti agli unionisti. Si avvicinarono a Dalton (Georgia) nel tardo pomeriggio del 14 agosto e intimarono la resa al presidio di difesa alla città. I soldati dell'Unione rifiutarono di arrendersi. Essendo notevolmente di numero inferiore, gli uomini dell'Unione si ritirarono nelle fortificazioni sulla collina al di fuori della città dove, con successo, riuscirono a tenere la loro posizione nonostante i ripetuti attacchi, durati oltre la mezzanotte, della cavalleria Confederata. Verso le 5 del mattino del 15 agosto Wheeler desistette dall'attacco, ma fu ingaggiato in battaglia dalla cavalleria e dalla fanteria del maggiore generale James B. Steedman. Alla fine Wheeler si ritirò.

#### Lovejoy's Station (20 agosto)
Mentre Wheeler era impegnato nell'attaccare le linee di rifornimento unioniste dal nord della Georgia all'est del Tennessee, Sherman inviò la cavalleria con a capo il generale di brigata Judson Kilpatrick a compiere dei raid contro le linee di rifornimento Confederate. Kilpatrick partì il 18 agosto, e la sera stessa colpì la linea ferroviaria della Atlanta & West Point, distruggendo una piccola zona di binari; subito dopo si diresse verso la stazione di Lovejoy, sulla linea ferroviaria della Macon & Western. Il 19 agosto gli uomini di Kilpatrick distrussero il deposito di rifornimento di Jonesborough sulla linea ferroviaria della Macon & Western, bruciando un gran numero di provviste. Il 20 agosto raggiunsero la stazione di Lovejoy e, mentre iniziavano a distruggerla, vennero attaccati dalla fanteria Confederata (la divisione di Patrick Cleburne), che li costrinse a combattere di notte e a fuggire per non essere circondati. Tuttavia, nonostante Kilpatrick avesse distrutto rifornimenti e binari alla stazione di Lovejoy, la linea ferroviaria tornò in funzione in due giorni.

#### Jonesborough (31 agosto - 1º settembre)
Sherman aveva tagliato con successo le linee di rifornimento di Hood, inviando vari distaccamenti a compiere dei raid, ma i Confederati riuscivano a riparare velocemente i danni subiti. Verso la fine di agosto, Sherman decise che se fosse riuscito a distruggere completamente le linee di rifornimento su ferrovia di Hood, i Confederati sarebbero stati costretti ad evacuare la città di Atlanta. Egli, perciò, decise di inviare sei dei suoi sette Corpi di fanteria, a distruggere le linee di rifornimento. L'operazione iniziò il 25 agosto e la fanteria si diresse verso la linea ferroviaria della Macon & Western, tra Rough, Ready e Jonesborough. Per contrastare questi movimenti, Hood inviò Hardee con due Corpi militari per fermare e, possibilmente, annientare, i soldati dell'Unione, non rendendosi conto che l'armata di Sherman era nettamente superiore in forze. Il 31 agosto Hardee attaccò due Corpi militari dell'Unione a est di Jonesborough, ma fu facilmente respinto. Durante la notte, temendo un attacco su Atlanta, Hood ritirò un Corpo dalle forze di Hardee. Il giorno dopo, un corpo dell'Unione, sfondò la linea di Hardee e le sue truppe si ritirarono fino alla stazione di Lovejoy. La notte del 1º settembre, Hood evacuò Atlanta, incendiando rifornimenti e installazioni militari, causando grandi incendi nella città (la drammatica scena venne descritta nel 1939 nel film Via col vento). L'esercito dell'Unione entrò in Atlanta il 2 settembre. Sherman tagliò le linee di rifornimento di Hood, ma non riuscì distruggere il comando di Hardee.

## Conseguenze
Sherman fu il vincitore, ma Hood venne ricordato come il generale più spericolato e aggressivo nell'esercito Confederato. Per quanto riguarda le "statistiche umane" della campagna di Atlanta, i numeri danno le due forze sostanzialmente alla pari: 31687 per l'Unione a cui si devono aggiungere gli uomini congedati per scadenza ferma (4423 morti, 22822 feriti, 4442 dispersi/catturati) e 34979 per i Confederati (3044 uccisi in battaglia, 18952 feriti, 12983 dispersi/catturati). Ma questi numeri rappresentarono, per i Confederati, una disfatta molto maggiore rispetto alla semplice lettura dei dati: Hood si ritirò da Atlanta con circa 55000 uomini, mentre Sherman ne disponeva ancora di 95000 (di cui molti a protezione delle retrovie.) La vittoria di Sherman fu criticata poiché non aveva raggiunto lo scopo originario della missione: distruggere l'esercito del Tennessee; e parimenti fu criticato per aver permesso al suo generale rivale di fuggire. Tuttavia la conquista di Atlanta contribuì enormemente al morale del Nord e venne considerata un fattore importante per la rielezione del presidente Abraham Lincoln.
Alla campagna di Atlanta fecero seguito due iniziative dell'Unione: quasi immediatamente l'inseguimento nel nord-ovest di Hood con la campagna di Franklin-Nashville; dopo l'elezione presidenziale del 1864, la marcia verso il mare di Sherman verso est.

## Curiosità
Nel febbraio 1891 il generale Sherman morì. Al suo funerale, tra i portatori della bara, c'era il suo vecchio avversario generale Johnston che, per rispetto, rifiutò di portare il cappello in una giornata fredda e piovosa. Johnston contrasse una polmonite che lo portò alla morte un mese dopo.

### Memorie e fonti primarie
- Sherman, William T., Memoirs of General W.T. Sherman, 2nd ed., D. Appleton & Co., 1913 (1889). Reprinted by the Library of America, 1990, ISBN 978-0-940450-65-3.
- U.S. War Department, The War of the Rebellion: a Compilation of the Official Records of the Union and Confederate Armies. Washington, DC: U.S. Government Printing Office, 1880–1901.

### Altre letture
- Bailey, Anne J. The Chessboard of War: Sherman and Hood in the Atlanta Campaign of 1864. (University of Nebraska Press, 2000). ISBN 978-0-8032-1273-2.
- Davis, Stephen. A Long and Bloody Task: The Atlanta Campaign from Dalton through Kennesaw Mountain to the Chattahoochee River, May 5 – July 18, 1864. Emerging Civil War Series. El Dorado Hills, CA: Savas Beatie, 2016. ISBN 978-1-61121-317-1.
- Davis, Stephen. All the Fighting They Want: The Atlanta Campaign from Peachtree Creek to the City's Surrender, July 18 – September 2, 1864. Emerging Civil War Series. El Dorado Hills, CA: Savas Beatie, 2017. ISBN 978-1-61121-319-5.
- Evans, David. Sherman's Horsemen: Union Cavalry Operations in the Atlanta Campaign. (Indiana University Press, 1996). ISBN 0-253-32963-9.
- Hess, Earl J. Kennesaw Mountain: Sherman, Johnston and the Atlanta Campaign. (University of North Carolina Press, 2013). ISBN 978-1-4696-0211-0.
- Hood, Stephen M. John Bell Hood: The Rise, Fall, and Resurrection of a Confederate General. El Dorado Hills, CA: Savas Beatie, 2013. ISBN 978-1-61121-140-5.
- Jenkins Sr., Robert D. To the Gates of Atlanta: From Kennesaw Mountain to Peach Tree Creek, July 1–19, 1864 (Mercer University Press, 2015) xxiv, 378 pp.
- Luvaas, Jay, and Harold W. Nelson, eds. Guide to the Atlanta Campaign: Rocky Face Ridge to Kennesaw Mountain. (University Press of Kansas, 2008). ISBN 978-0-7006-1570-4.
- Savas, Theodore P., and David A. Woodbury, eds. The Campaign for Atlanta & Sherman's March to the Sea: Essays on the American Civil War in Georgia, 1864. 2 vols. Campbell, CA: Savas Woodbury, 1994. ISBN 978-1-882810-26-0.